# Shixing
Shixing léase Shi-Síng (en chino simplificado, 始兴县; pinyin, Shǐxìng xiàn)  es un condado bajo la administración directa de la ciudad-prefectura de Shaoguan. Se ubica al este de la provincia de Cantón, en el sur de la República Popular China. Su área es de 2131 km² y su población total para 2018 fue más de 200 mil habitantes.

## Administración
El condado urbano de Shixing se divide en 10 pueblos que se administran en 9 poblados y 1 villa.

## Clima
| Parámetros climáticos promedio de Shixing (1981−2010) | Parámetros climáticos promedio de Shixing (1981−2010) | Parámetros climáticos promedio de Shixing (1981−2010) | Parámetros climáticos promedio de Shixing (1981−2010) | Parámetros climáticos promedio de Shixing (1981−2010) | Parámetros climáticos promedio de Shixing (1981−2010) | Parámetros climáticos promedio de Shixing (1981−2010) | Parámetros climáticos promedio de Shixing (1981−2010) | Parámetros climáticos promedio de Shixing (1981−2010) | Parámetros climáticos promedio de Shixing (1981−2010) | Parámetros climáticos promedio de Shixing (1981−2010) | Parámetros climáticos promedio de Shixing (1981−2010) | Parámetros climáticos promedio de Shixing (1981−2010) | Parámetros climáticos promedio de Shixing (1981−2010) |
| Mes                                                   | Ene.                                                  | Feb.                                                  | Mar.                                                  | Abr.                                                  | May.                                                  | Jun.                                                  | Jul.                                                  | Ago.                                                  | Sep.                                                  | Oct.                                                  | Nov.                                                  | Dic.                                                  | Anual                                                 |
| ----------------------------------------------------- | ----------------------------------------------------- | ----------------------------------------------------- | ----------------------------------------------------- | ----------------------------------------------------- | ----------------------------------------------------- | ----------------------------------------------------- | ----------------------------------------------------- | ----------------------------------------------------- | ----------------------------------------------------- | ----------------------------------------------------- | ----------------------------------------------------- | ----------------------------------------------------- | ----------------------------------------------------- |
| Temp. máx. abs. (°C)                                  | 27.7                                                  | 31.5                                                  | 32.0                                                  | 34.7                                                  | 36.1                                                  | 37.5                                                  | 39.9                                                  | 40.4                                                  | 38.2                                                  | 36.0                                                  | 33.6                                                  | 29.9                                                  | '                                                     |
| Temp. máx. media (°C)                                 | 14.5                                                  | 15.9                                                  | 18.9                                                  | 24.6                                                  | 28.7                                                  | 31.5                                                  | 33.9                                                  | 33.5                                                  | 30.8                                                  | 27.3                                                  | 22.1                                                  | 17.1                                                  | 24.9                                                  |
| Temp. media (°C)                                      | 9.7                                                   | 11.6                                                  | 14.8                                                  | 20.3                                                  | 24.1                                                  | 26.7                                                  | 28.4                                                  | 28.1                                                  | 25.6                                                  | 21.6                                                  | 16.2                                                  | 11.0                                                  | 19.8                                                  |
| Temp. mín. media (°C)                                 | 6.3                                                   | 8.6                                                   | 11.9                                                  | 17.3                                                  | 20.8                                                  | 23.5                                                  | 24.7                                                  | 24.6                                                  | 22.1                                                  | 17.4                                                  | 11.9                                                  | 6.7                                                   | 16.3                                                  |
| Temp. mín. abs. (°C)                                  | -3.8                                                  | -1.8                                                  | -0.2                                                  | 5.6                                                   | 12.3                                                  | 14.9                                                  | 19.8                                                  | 20.8                                                  | 13.9                                                  | 5.4                                                   | 0.6                                                   | -6.0                                                  | '                                                     |
| Precipitación total (mm)                              | 65.2                                                  | 108.7                                                 | 173.4                                                 | 214.8                                                 | 235.9                                                 | 208.5                                                 | 138.1                                                 | 156.0                                                 | 118.6                                                 | 46.2                                                  | 49.8                                                  | 39.2                                                  | 1554.4                                                |
| Humedad relativa (%)                                  | 76                                                    | 79                                                    | 82                                                    | 82                                                    | 83                                                    | 83                                                    | 79                                                    | 80                                                    | 80                                                    | 76                                                    | 75                                                    | 74                                                    | 79.1                                                  |
| Fuente: China Meteorological Data Service Center      |                                                       |                                                       |                                                       |                                                       |                                                       |                                                       |                                                       |                                                       |                                                       |                                                       |                                                       |                                                       |                                                       |